# 洲崎惠三
洲崎 惠三（洲崎 恵三、すざき けいぞう、1935年12月9日 - ）は、日本のドイツ文学者。筑波大学名誉教授。
福井県敦賀生まれ。富山県立富山中部高等学校から東京教育大学文学部を経て、東京大学大学院人文科学研究科修士課程独文科修了。金沢大学講師および九州大学助教授を務めた後、筑波大学教授（現代語・現代文化学系）に就任。
1967年、旧・西ドイツのミュンスター大学（ドイツ学術交流会）、1977年にシュトゥットガルト大学およびスイス・チューリッヒ大学に留学したほか、1991年にテュービンゲン大学で文部省在外研究を行った。1999年に論文「トーマス・マン 神話とイロニー」で筑波大学より文学博士号を得た。同年に定年退官、名誉教授となった。

## 著書
- 『トーマス・マン イロニーとドイツ性』東洋出版、1985
- 『トーマス・マン 神話とイロニー』溪水社、2002

### 翻訳
- マルティン・ヴァルザー『自己意識とイロニー マン、カフカ、正負のアイデンティティー』法政大学出版局・りぶらりあ選書、1997
- 『トーマス・マン日記 1946-1948』森川俊夫共訳 紀伊國屋書店、2003
- 『トーマス・マン日記 1953-1955』森川俊夫共訳 紀伊國屋書店、2014
- 『トーマス・マン日記 1918-1921』森川俊夫・伊藤暢章・前田良三共訳 紀伊國屋書店、2016

## 参考
- [ISBN 978-4-87440-681-6]
- 『現代日本人名録』2002年